# Kwintet (film)
Kwintet (ang. Quintet) – amerykański film fantastyczny z 1979 roku w reżyserii Roberta Altmana.

## Obsada
- Paul Newman jako Essex
- Vittorio Gassman jako Saint Christopher
- Fernando Rey jako Grigor
- Bibi Andersson jako Ambrosia
- Brigitte Fossey jako Vivia
- Nina Van Pallandt jako Deuca
- David Langton jako Goldstar
- Thomas Hill jako Francha